# 萨尔瓦多·弗兰奇
萨尔瓦多·弗兰奇（西班牙語：Salvador Franch，1949年4月18日—），西班牙男子水球运动员。他曾代表西班牙参加1972年和1980年夏季奥林匹克运动会水球比赛，分别获得第十名和第四名。